# 丸山町 (下関市)
丸山町（まるやまちょう）は山口県下関市にある地名。郵便番号は750-0019。当地域の人口は2015年の国勢調査によると1729人で、世帯数は900。

## 地理
下関市の南部付近に存在する。東部は名池町、北部は上田中町と向洋町、西部は春日町と関西町と長崎中央町と豊前田町、南部は細江町と西入江町と入江町と岬之町に隣接する。

## 歴史

### 沿革
- 天正?年（16世紀後半）佐甲隼人忠為が先祖が平知盛から授かった法然作の十一面観音を現在の中山寺に安置し、開基[3]。
- 天正14年（1586年）現在の臨済宗光禅寺が浄土宗光明寺として創始される[4]。
- 宝永3年（1706年）得雲和尚が光明寺を浄土宗から臨済宗に改宗し、名称を光明寺から光禅寺に改称[4]。
- 大正3年（1914年）長崎にあった梅香崎女学校と山口にあった光城女学院を合併し、両校の頭文字をとって梅光女学院と命名し、開院[5]。
- 大正14年（1925年）4月、岬之町から下関丸山教会を移転[6]。
- 大正15年（1926年）貴布禰神社の社殿が建立される[7]。
- 昭和2年（1927年）11月、大正天皇即位の記念として市が高杉晋作銅像の設置を計画。設計したのは本多静六[8]。
- 昭和11年（1936年）高杉晋作銅像を建設完了[8]。
- 昭和20年（1945年）空襲により梅光女学院の全校舎を消失[5]。
- 昭和22年（1947年）4月、梅光女学院に中学部を設置[5]。
- 昭和23年（1948年）4月、元々、河野学園の校舎だった施設を利用し下関第三中学校が発足[9]。
- 昭和26年（1951年）下関第三中学校を名陵中学校に改称[9]。
- 昭和31年（1956年）戦時中に銅を高杉晋作像から納めたため4月に現在の陶像を再建[8]。
- 昭和41年（1966年）大字関後地村から丸山町が成立。はじめは今とは異なり、1~2丁目までしかなかった[10]。
- 昭和48年（1973年）丸山町を細分化し、1~5丁目までの区分に変更[10]。

## 経済

### 産業
店舗・企業
- セブン-イレブン 下関丸山町店
- ローソン 下関丸山町店

### 家主
かつて存在した丸山の家主は「河野久蔵、小林恒一、小林貞吉」などがいた。

## 小・中学校の学区
市立小・中学校に通う場合、学区は以下の通りとなる。
| 町丁         | 番地・号                                       | 小学校             | 中学校             |
| ------------ | ---------------------------------------------- | ------------------ | ------------------ |
| 丸山町一丁目 | 1番、2番、3番1~13号、4~7番                     | 下関市立王江小学校 | 下関市立名陵中学校 |
| 丸山町一丁目 | 3番14~21号、8~13番                             | 下関市立名池小学校 | 下関市立名陵中学校 |
| 丸山町二丁目 | 3番13号を除いた1~8番、10番、11番6~22号         | 下関市立王江小学校 | 下関市立名陵中学校 |
| 丸山町二丁目 | 3番13号、9番、11番1~5号、12~14番               | 下関市立名池小学校 | 下関市立名陵中学校 |
| 丸山町三丁目 | 1~13番、14番1~18号・29~33号、15番13~21号、16番 | 下関市立王江小学校 | 下関市立名陵中学校 |
| 丸山町三丁目 | 14番19~28号、15番1~12号                        | 下関市立関西小学校 | 下関市立文洋中学校 |
| 丸山町四丁目 | 全域                                           | 下関市立王江小学校 | 下関市立名陵中学校 |
| 丸山町五丁目 | 全域                                           | 下関市立王江小学校 | 下関市立名陵中学校 |

## 施設・史跡
- 下関市立名陵中学校[9]
- 梅光学院中学校・高等学校[5]
- 日和山公園・高杉晋作陶像[8]
- 臨済宗紫雲山本尊十一面観音中山寺[3]
- 臨済宗恵日山本尊阿弥陀如来南禅寺派光禅寺[4]
- 貴布禰神社(祭神:高龗神、水波能売神、保食神)[7]
- 下関丸山教会[6]

## 出身・ゆかりのある人物
- 安倍晋太郎（衆議院議員） - 留守宅が丸山町2丁目[14]。
- 河野久蔵（山口県多額納税者、下関米取引所取引員、下関市会議員） - 住所が丸山町[15]。
- 田中絹代（女優）
- 松井信助（下関市長） - 住所が丸山町[16]。